# Rebelião da era Kakitsu
A Rebelião da era Kakitsu foi uma revolta na qual os camponeses exigiram o cancelamento de dívidas. Aconteceu em 1441, mais particularmente durante o primeiro ano da "Era Kakitsu" da época do Xogunato Ashikaga em Quioto e seus arredores, ou seja, na Província de Ōmi, no contexto do caos político que se seguiu ao assassinato, em 12 de julho, do Xogum Ashikaga Yoshinori, cometido por seu vassalo Akamatsu Mitsusuke.

## Histórico
Em agosto de 1441, os camponeses se revoltaram contra os "bashakus" (tropeiros) de Quioto, Sakamoto e Otsu, cidades da Província de Ōmi, e exigiram o cancelamento total da dívida com base no "daihajime no tokusei", alívio da dívida na ocasião da ascensão de um novo xogum. Os "ji-samurais" (pequenos proprietários) lideraram o movimento que conseguiu a adesão de dezenas de milhares de pessoas nas proximidades de Quioto.
Depois de cortar as comunicações entre Quioto e o mundo exterior, os rebeldes atacaram os mercadores de saquê, os agiotas e os templos.
No início da revolta, Mitsutsuna Rokkaku, o shugo da Província de Ōmi, emitiu uma ordem para o cancelamento das dívidas, mas o Mosteiro Enryaku-ji se opôs a tal ordem.
Enquanto o xogunato inicialmente tentou controlar a situação, promulgando um decreto de alívio da dívida apenas para os camponeses, os rebeldes passaram a reivindicar também o cancelamento da dívida também dos kuges e dos samurais.
Nessa situação, os agiotas ofereceram um suborno ao Kanrei Mochiyuki Hosokawa para que emitisse uma ordem para enviar tropas para protege-los, mas os daimiôs, sabendo da existência do suborno, se recusaram a cumpri-la.
Finalmente, Ashikaga Yoshikatsu, o 7º Xogum ordenou o completo cancelamento das dívidas.